# Apuesta a margen
Una apuesta a margen (en inglés, Spread Betting) es un tipo de apuesta sobre el resultado de un evento en donde el pago de compensación se basa en la precisión de la apuesta, en lugar de un resultado simple de "ganar o perder", como el de las apuestas de probabilidades fijas. 
Un margen (en inglés, spread) es una serie de resultados y la apuesta es sobre si el resultado estará por encima o por debajo del margen. Las apuestas a margen han sido un mercado de rápido crecimiento en el Reino Unido en los últimos años, con el número de jugadores acercándose a un millón. Las apuestas de márgenes pueden conllevar un alto nivel de riesgo, con las posibles pérdidas o ganancias muy por encima del dinero apostado. En el Reino Unido, los márgenes de apuestas son regulados por el Financial Conduct Authority, en vez de la Gambling Commission.

## Propósito
El propósito general de las apuestas de márgenes es crear un mercado activo para ambos lados de una apuesta binaria, aun cuando el resultado de un evento pueda parecer, a primera vista, parcial hacia un lado u otro. En un evento deportivo, un equipo fuerte podría ser confrontado contra un equipo históricamente más débil. Casi en todos los juegos hay un equipo favorito y otro en desventaja, usualmente llamado underdog. Si la apuesta es simplemente sobre si “¿Ganará el favorito?”, es probable que más apuestas se hagan en favor de éste, posiblemente hasta tal punto que habría pocos dispuestos a tomar el lado del underdog.
La diferencia de puntos es esencialmente una desventaja hacia el más débil. La apuesta se convierte en “¿Ganará el favorito por más de la diferencia de puntos?” La diferencia de puntos se puede mover a cualquier nivel para crear un número igual de participantes en cada lado de la apuesta. Esto permite que un corredor de apuestas pueda actuar como un creador de mercado mediante la aceptación de apuestas en ambos lados del margen. La casa de apuestas cobra una comisión, llamada vigorish, y actúa como la contraparte para cada participante. Mientras el monto total apostado en cada lado es más o menos igual, la casa de apuestas no se preocupa por el resultado real; en vez de eso, las ganancias provienen de las comisiones.
Debido a que el margen está destinado a crear un número igual de apuestas en cada lado, la probabilidad implícita es de 50% para cada lado de la apuesta. Para tener ganancias, la casa de apuestas tiene que pagar a un lado (o a ambos) menos de esta cantidad. En la práctica, los márgenes pueden ser percibidos como si favorecieran levemente a un lado; por esto los corredores de apuestas a menudo revisan sus probabilidades de manejar el riesgo.
Un supuesto importante es que, para abonarse una victoria, cualquier equipo necesita solamente ganar por la cantidad mínima fijada en las reglas del juego, sin tener en cuenta el margen de victoria. Esto implica que los equipos en una posición ganadora no necesariamente tratarían de extender su margen. Lo que es más importante, cada equipo está jugando a ganar en lugar de para vencer la diferencia de puntos. Sin embargo, esta suposición no aplica necesariamente a todos los casos. Por ejemplo, al final de la temporada, el total de puntos anotados por un equipo puede afectar futuros eventos, tales como la siembra de playoffs y posicionamiento para el sorteo de novatos, y los equipos pueden compensar la puntuación en este tipo de situaciones.

## Los márgenes de las apuestas deportivas
Los márgenes de apuestas fueron inventados por Charles K. McNeil, un profesor de matemáticas oriundo de Connecticut, y que más tarde se convirtió en corredor de apuestos en Chicago en los 1940s. En Norteamérica, el jugador suele apostar que la diferencia entre las puntuaciones de los dos equipos será menor o mayor que el valor especificado por la casa de apuestas. Un ejemplo:
- El corredor anuncia un margen (un spread) de 4 puntos en cierto juego;
  - •	Si el jugador apuesta en favor del equipo débil (underdog), se le dice que tome los puntos y que ganará si la puntuación del underdog más el margen (spread) es superior a la puntuación del equipo favorito.
    - El marcador final es de Underdog 8, Favorito 10. Así, 8 + 4 > 10, así que el jugador gana.
    - Alternativamente, el marcador final es de Underdog 8, Favorito 13: 8 + 4 < 13, entonces el jugador pierde.

  - Si el jugador apuesta por el equipo “favorito”, da los puntos (a veces llamado “poner los puntos” o "lay the points") y ganará si la puntuación del favorito menos el spread es mayor que la puntuación del equipo contrario.
    - El marcador final es de Underdog 5, Favorito 10: 10 – 4 > 5, así que el jugador gana.
    - Alternativamente, el marcador final es Underdog 8, Favorito 10: 10 – 4 < 8, el jugador pierde.

Los márgenes frecuentemente son, aunque no siempre, especificados en fracciones de medios puntos para eliminar la posibilidad de un empate, conocido como un empujón o push. En el caso de un push, el juego es considerado sin acción y no hay ni ganancias ni pérdidas de dinero. Sin embargo, éste no es un resultado deseable para el corredor, ya que se ven forzados a reembolsar cada apuesta, y aunque tanto el corredor como los apostadores quedarán parejos, si se toma en cuenta el costo de transacción, el corredor en realidad pierde dinero al tomar las apuestas del evento. A los corredores de apuestas deportivas generalmente se les permite declarar que “empates ganan” o “empates pierden” para evitar la necesidad de devolución de cada apuesta.
Apostar en eventos deportivos ha sido por mucho tiempo la forma más popular de las apuestas de margen. Mientras que la mayoría de las apuestas que ofrecen los casinos a los jugadores tienen una ventaja para la casa, apostar en los márgenes ofrece oportunidades a los jugadores astutos. Cuando un casino acepta una apuesta de margen, le da al jugador las probabilidades de 10 a 11 o -110. Esto significa que por cada 11 dólares que el jugador apueste, ganará 10, un poco más bajo que el dinero de una apuesta de evento. Si el equipo A juega contra el equipo B, al casino no le importa quién gane el juego; solo le interesa tomar una parte igual de ambos lados. Por ejemplo, si un jugador toma al equipo A y otro al equipo B y cada uno apuesta $110 para ganar $100, no importa cuál equipo gane; el casino tiene ganancias de cualquier manera. Ellos toman $100 de los $110 de la apuesta perdedora y pagan al ganador, mientras que ellos se quedan con los $10 extra. Esto es la ventaja de la casa. El objetivo del casino es establecer una línea que fomente igual acción de ambas partes, lo que garantiza una ganancia. Esto también explica cómo el jugador astuto puede hacer dinero. Si los casinos establecen líneas para fomentar la misma cantidad de dinero de ambas partes, esto los coloca sobre la base de la percepción pública del equipo, no necesariamente el verdadero potencial de los equipos. Muchos factores pueden afectar la percepción pública, lo cual mueve la línea lejos de donde la verdadera línea debería de estar. Este espacio entre la línea Vegas, la verdadera, y las diferencias entre las líneas de apuestas de otras casas de apuestas deportivas y los márgenes es donde el valor se puede encontrar.
Un teaser es una apuesta que altera el margen en favor del apostador mediante un margen predeterminado. En fútbol americano, el margen de teaser es a menudo de seis puntos. Por ejemplo, si la línea es de 3.5 puntos y los apostadores quieren hacer una apuesta a favor del equipo débil, toman 9.5 puntos; una apuesta teaser para el equipo favorito significaría que el apostador toma 2.5 puntos en vez de tener que dar 3.5. A cambio de los puntos adicionales si el jugador gana, el pago es menor al "even money" (ganar o perder la misma cantidad de dinero) o el jugador debe apostar en más de un evento y en ambos eventos ganar. De esta manera, es muy similar a un incremento de dinero en la apuesta, o parlay. En algunos establecimientos, también existe el teaser de reversa, el cual altera el margen en contra del apostador, a quien se le paga más que el mismo nivel si la apuesta gana.

## Apuestas al total (over/under)
En adición al margen de apuestas, una apuesta lateral común en eventos es la apuesta al total (comúnmente llamada over/under o O/U). Se trata de una apuesta sobre el número total de puntos anotados por ambos equipos. Supongamos que están jugando el Equipo A contra el Equipo B y el total se fija en 44,5 puntos. Si el resultado final es: Equipo A con 24 y el Equipo B, 17, el total es de 41 y los apostantes que tomaron al equipo débil (underdog) van a ganar. Si el resultado final es: Equipo A con 30 y el Equipo B, 31, el total es de 61 y los apostantes que tomaron al equipo favorito ganarán. El total es muy popular, ya que permite a los jugadores apostar sobre su percepción general del juego (por ejemplo, un evento ofensivo con altas puntuaciones o una batalla defensiva) sin necesidad de escoger al ganador real.
En el Reino Unido, estas apuestas son a veces llamadas apuestas de margen, pero en lugar de una victoria/pérdida sencilla, la apuesta se paga más o menos dependiendo de la distancia del margen al resultado final.
Ejemplo: En un partido de fútbol la casa de apuestas cree que se producirán 12 o 13 esquinas; así, el margen se fija en 12-13.
- •	Un jugador cree que habrá más de 13 esquinas, y "compra" al precio de 25 £ el punto situado a 13.
  - •	Si el número de esquinas es 16, el jugador gana (16-13) = 3 x 25 £.
  - •	Si el número de esquinas es de 10, el jugador pierde (13-10) = 3 x 25 £.
- •	Una "venta" es similar, excepto que se hace con el valor más inferior del margen.
- •	A menudo, los "precios en vivo" (“live pricing”) cambia el margen en el transcurso de un evento, aumentando un beneficio o minimizando una pérdida.

En las apuestas de deportes en América del Norte, se clasificarían muchas como over-under (o, más comúnmente en la actualidad, "apuestas al total") en lugar de apuestas al margen. Sin embargo, estos son para un lado u otro de solo un total y no aumentan la cantidad ganada o perdida como los movimientos reales de distancia de la predicción de la casa de apuestas. En su lugar, las apuestas over-under, o de totales, se manejan igual que las apuestas de punto de margen (point-spread) en un equipo, con la comisión usual de 10/11 (4,55%). Muchas casas de apuestas deportivas en Nevada permiten estas apuestas en parlays, al igual que las apuestas al margen de punto del equipo. Esto hace que sea posible apostar, por ejemplo, para el equipo A y arriba, y ser pagado si tanto el equipo A "cubre" la diferencia de puntos y la puntuación total es mayor que la predicción del corredor. (Tales parlays por lo general pagan con cuotas de 13: 5 sin cargo de la comisión, al igual que un parlay estándar de dos equipos lo haría.)

## Matemáticas en las apuestas de margen
El análisis matemático de las apuestas de margen es un tema importante y en crecimiento. Por ejemplo, los deportes que cuentan con sistemas de puntuación simples de 1 punto (por ejemplo, béisbol, hockey y fútbol) pueden ser analizados usando las estadísticas de Poisson y Skellam.

## Apuestas financieras de margen
La mayor parte del mercado oficial en el Reino Unido se refiere a los instrumentos financieros. Las empresas líderes de apuestas de spreads obtienen la mayor parte de sus ingresos de los mercados financieros; sus operaciones deportivas son mucho menos significativas. Las apuestas financieras en el Reino Unido se asemejan mucho a los mercados de futuros y opciones, siendo las principales diferencias las siguientes:
- El "cargo" se produce a través de un margen más amplio de compra-venta.
- Las apuestas de margen tienen un régimen fiscal diferente en comparación con los valores y las bolsas de futuros.
- La apuesta es más flexible ya que no se limita a las horas de cambio o definiciones; puede crear nuevos instrumentos con relativa facilidad (por ejemplo, futuros de las acciones individuales) y puede tener pérdidas de parada garantizadas.
- El comercio se lleva a cabo fuera de la bolsa, con el contrato existente directamente entre la empresa de creación de mercado y el cliente, en lugar de un intercambio clarificado y, por lo tanto, está sujeto a un nivel más bajo de regulación.

Las apuestas financieras de margen son una forma de especular en los mercados financieros de la misma manera del comercio de una serie de derivados. En particular, el contrato de derivados financieros por diferencias (CFD) refleja la apuesta de margen de muchas maneras. De hecho, un número de compañías de comercio de derivados financieros ofrecen tanto apuestas financiera de margen como CFDs de forma paralela, utilizando la misma plataforma de negociación.
A diferencia de las apuestas con probabilidades fijas, la cantidad ganada o perdida puede ser ilimitada ya que no hay juego para limitar las pérdidas. Sin embargo, por lo general es posible negociar con los límites de la casa de apuestas:
- Una pérdida de la parada o stop cierra automáticamente la apuesta si el margen se mueve contra el jugador por una cantidad específica.
- Una victoria parada, o "take profit" ("tomar ganancias") cierra la apuesta cuando el margen se mueve a favor de un jugador por una cantidad específica.

Las apuestas de margen se han movido fuera del ámbito del deporte y de los mercados financieros (es decir, los que se ocupan exclusivamente de acciones, bonos y derivados), para cubrir una amplia gama de mercados, tales como el precios de viviendas. Al prestar atención a los factores externos como el clima y la hora del día, los que apuestan usando una diferencia de puntos pueden estar mejor preparados cuando se trata de obtener un resultado favorable. Además, al evitar el sesgo del tiro largo preferido, en donde la rentabilidad esperada de las apuestas realizadas en desacuerdo cortos superan la de las apuestas realizadas en las probabilidades más largas, y no apostar con el propio equipo favorito, sino más bien con el equipo que ha demostrado ser mejor cuando se juega en una condición de tiempo específico y la hora del día, se incrementa la posibilidad de llegar a un resultado positivo.

### Tratamiento fiscal
En el Reino Unido y otros países europeos el beneficio de las apuestas de margen es que están libre de impuestos. El Reino Unido y algunas otras autoridades fiscales de los países europeos designan a las apuestas financieras de margen como juego y no inversión, lo que significa que está libre de impuesto sobre las ganancias de capital y el "impuesto de timbre", a pesar del hecho de que sea regulado como un producto financiero por la Financial Conduct Authority en el Reino Unido. También la mayoría de los comerciantes no son responsables de los impuestos sobre la renta a menos que se basen únicamente en sus ganancias de apuestas financieras para mantenerse a sí mismos. La popularidad de las apuestas financieras de margen en el Reino Unido y otros países europeos, en comparación con el comercio de otros instrumentos financieros especulativos, como CFD y futuros, se debe en parte a esta ventaja fiscal. Sin embargo, esto también significa que las pérdidas no pueden compensarse con los ingresos futuros para el cálculo de impuestos.
Por el contrario, en la mayoría de los demás países, los ingresos de las apuestas financieras de margen se consideran gravables. Por ejemplo, la Oficina Australiana de Impuestos emitió un fallo en marzo de 2010 diciendo "que las ganancias de apuestas financieras son ingresos gravables en la sección 6-5 o sección 15-15 de la ITAA 1997". Del mismo modo, las pérdidas en los contratos de apuestas son deducibles. Esto ha dado lugar a un interés mucho más bajo en apuestas financieras en esos países.

### Ejemplo de apuesta financiera de margen
Supongamos que Lloyds Bank se cotiza en el mercado a la oferta de puja 410P, y oferta 411p. Una empresa de apuestas de margen también está ofreciendo 410-411p. Utilizamos las apuestas en efectivo sin vencimiento definido, también conocido por las empresas de apuestas como "rodar apuestas diarias".
Si creo que el precio de la acción va a subir, podría apostar a £ 10 por punto (es decir, 10 libras por centavo que las acciones muevan) a 411p. Utilizamos el precio de oferta ya que estoy "comprando" la acción (apostando por su aumento). Tenga en cuenta que mi pérdida total (si Lloyds Bank fuera a 0p) podría ser de hasta £ 4110, por lo que esto es tan arriesgado como la compra de 1000 acciones normales.
Si una apuesta pasa la noche, el apostante se cobra un costo financiero (o lo recibe, si el apostador está acortando la acción). Esto podría ajustarse a la tasa LIBOR + un cierto porcentaje, por lo general alrededor de 2/3%.
Así, en el ejemplo, si el Lloyds Bank se negociaba a 411p, a continuación, para cada día sigo la apuesta abierta, me cargan (tomando coste financiero a ser de 7%) ((411p x 10) * 7% / 365) = 0.78821 £ (o 78.8p)
Además de esto, el apostante necesita una cantidad (también conocido como garantía) en la cuenta de apuestas para cubrir las pérdidas potenciales. Por lo general, esto es 5 o 10% de la exposición total que usted está tomando en, pero se puede ir hasta el 100% en las “acciones no líquidas”. En este caso £ 4110 * 0,1 = 0,05 o 411.00 £ 205.50 £.
Si al final de la apuesta Lloyds Bank negoció a 400-401p, necesito para cubrir esa diferencia 4110 £ - £ 400 * 10 (£ 4000) = £ 110, poniendo un depósito adicional (o garantía) en la cuenta.
El apostador suele recibir todos los dividendos y otros ajustes corporativos en el cargo de financiación cada noche. Por ejemplo, supongamos que el Lloyds Bank va con ex-dividendo con dividendo de 23.5p. El apostante recibe esa cantidad. La cantidad exacta recibida varía dependiendo de las reglas y políticas de la compañía de apuestas, y los impuestos que normalmente se cobran en el país natal de las acciones.

## Terminología y acrónimos
HoD 

### Peligros de las apuestas financieras de margen
Según un artículo publicado en The Times el 10 de abril de 2009, aproximadamente 30,000 cuentas de apuestas de margen se abrieron el año pasado y el estudio más grande de los juegos de azar en el Reino Unido en nombre de la Gambling Commission (Comisión de Juego) encontró que los problemas graves se desarrollan en casi el 15% de los apostantes de margen comparado al 1% de otros juegos de azar. Además, en un informe de la Cass Business School se encontró que solo 1 de cada 5 jugadores termina siendo ganador. Como se señala en el informe, esto corresponde con la misma proporción de los jugadores exitosos en el comercio regular. La evidencia de las mismas empresas de apuestas de margen efectivamente puso esto más cerca de ser 1 de cada 10 comerciantes como rentable, con un elevado número de clientes que sufren de la volatilidad que se supone que es uno de los beneficios de las apuestas de margen.